# Otacilia qiqiensis
Espèce
Synonymes
- Phrurolithus qiqiensis Yin, Ubick, Bao & Xu, 2004

Otacilia qiqiensis est une espèce d'araignées aranéomorphes de la famille des Phrurolithidae.

## Distribution
Cette espèce est endémique du Yunnan en Chine,. Elle se rencontre vers Nujiang.

## Description
La femelle holotype mesure 4,90 mm.

## Étymologie
Son nom d'espèce, composé de qiqi et du suffixe latin -ensis, « qui vit dans, qui habite », lui a été donné en référence au lieu de sa découverte, Qiqi He.

## Publication originale
- Yin, Ubick, Bao & Xu, 2004 : Three new species of the spider genus Phrurolithus from China (Araneae, Corinnidae). Journal of Arachnology, vol. 32, no 2, p. 270-275 (texte intégral).